# Mazów
Mazów (niem. Meitzow) – wieś w Polsce położona w województwie zachodniopomorskim, w powiecie sławieńskim, w gminie Postomino.
W latach 1975–1998 miejscowość administracyjnie należała do województwa słupskiego.
W 1240 Świętopełk II Wielki nadał wieś zakonowi joannitów. 
Inne miejscowości o nazwie Mazów: Mazówki